# Nonplus Crag
Der Nonplus Crag ist ein markantes und 1250 m hohes Felsenkliff im östlichen Zentrum der westantarktischen Alexander-I.-Insel. In der LeMay Range ragt es nahe dem Kopfende des Jupiter-Gletschers auf.
Luftaufnahmen des US-amerikanischen Polarforschers Lincoln Ellsworth vom 23. November 1935 dienten dem US-amerikanischen Kartografen W. L. G. Joerg der Kartierung. Der britische Geograph Derek Searle vom Falkland Islands Dependencies Survey (FIDS) nahm 1960 anhand von Luftaufnahmen der US-amerikanischen Ronne Antarctic Research Expedition eine neuerliche Kartierung vor. Das UK Antarctic Place-Names Committee benannte es 1961 deskriptiv nach der Verblüffung, die beim FIDS bei der Identifizierung dieses Objekts aufgekommen war.